# Пуйга
Пуйга (ест. Puiga) — село в Естонії, входить до складу волості Виру, повіту Вирумаа.